# Gymnobela altispira
Gymnobela altispira é uma espécie de gastrópode do gênero Gymnobela, pertencente a família Raphitomidae.